# Агентство социальной информации
АНО «Агентство социальной информации» — российское информационное агентство, специализирующееся на освещении социально ответственной деятельности граждан. Работает в Москве с 1994 года как автономная некоммерческая организация, возглавляемая Еленой Тополевой-Солдуновой, и считается старейшим и крупнейшим средством массовой информации России в данной области. Собирает и публикует информацию о гражданских инициативах, работе некоммерческих организаций, благотворительных фондов, инициативных групп, социальных предпринимателей, компаний в области социальной ответственности.

## История
Агентство основано 24 октября 1994 года в Москве по инициативе благотворительных фондов «Душа человека» и «Нет алкоголизму и наркомании» (НАН), педагогического объединения «Радуга» и группы единомышленников во главе с общественным деятелем Еленой Тополевой-Солдуновой, выпускницей филологического факультета Московского государственного университета, которая ранее также работала редактором издательства «Русский язык» и Внешнеполитической ассоциации.
АСИ задумывалось как автономная некоммерческая организация, занимающаяся сбором и распространением информации о гражданских инициативах в России, значимых для общества событиях в социальной сфере, деятельности негосударственных некоммерческих организаций. Ежедневно в ленте информагентства публиковались последние новости о наиболее актуальных социальных проблемах, анонсы социально значимых и благотворительных мероприятий, объявления о конкурсах, комментарии ведущих экспертов некоммерческих организаций, эксклюзивные аналитические материалы.
Начиная с 1996 года АСИ осуществляет издательскую деятельность: выпускает книги, брошюры, сборники материалов, информационно-аналитические бюллетени и другие электронные и печатные издания по актуальным для сектора гражданских инициатив темам и социальной проблематике в целом. С 2003 года активно сотрудничает с кафедрой периодической печати факультета журналистики МГУ, проводя круглые столы, посвященные развитию социальных СМИ. В 2009 году АСИ провело конференцию «Повышение доверия к НКО: российский и международный опыт». Более 150 представителей третьего сектора НКО со всего мира обсуждали вопросы доверия к НКО.
Если вначале АСИ затрагивало исключительно тему НКО и СМИ, то c 2008 года одной из главных тем публикаций стал социально ответственный бизнес. Агентство запускает самостоятельный ресурс «Социальная ответственность бизнеса» https://soc-otvet.ru/. В 2014 году агентство удостоилось всероссийской премии «Импульс добра», учреждённой фондом региональных социальных программ «Наше будущее», став лауреатом в номинации «За лидерство в продвижении социального предпринимательства». Новости агентства распространяются по подписке бесплатно.
Агентство с двадцатилетним юбилеем поздравил Совет при Президенте Российской Федерации по развитию гражданского общества и правам человека, отметив, что организация стояла у истоков социальной журналистики в России и «по призванию судьбы взяла на себя роль светоча в сложный период зарождения российского гражданского общества». По мнению портала «Новый бизнес», «Агентство социальной информации» является одной из ведущих экспертных и информационных российских структур в области развития гражданского общества.

## Деятельность
Основная деятельность организации состоит в выпуске новостей и аналитических материалов. В сеть АСИ входят крупные некоммерческие организации, работающие в 89 регионах России и руководствующиеся так называемым «Этическим кодексом сети АСИ». Он устанавливает права и обязанности членов, принципы деятельности, регулирует вопросы, касающиеся внешних связей, партнёрских отношений, источников финансирования, внутреннего управления. Агентство оказывает различные услуги в рамках направлений своей деятельности: оформляет подписку на ежедневные и еженедельные дайджесты, осуществляет новостные тематические рассылки, занимается подготовкой новостных и тематических дайджестов по заказу. Сотрудники агентства оказывают социальным организациям PR-услуги, регулярно проводят тематические семинары и тренинги.
АСИ сотрудничает с Общественным телевидением России, ведет совместный проект с программой «Большая страна», в эфире которой выходят репортажи и новости о некоммерческих организациях из разных регионов России.
С 2015 года под эгидой агентства проводится конкурс медиапроектов «Конёк». Основная цель конкурса — привлечь внимание массовой аудитории к социальному сиротству, а также поспособствовать его профилактике. Дополнительной целью проекта является поддержание средств массовой информации, которые регулярно освещают темы профилактики социального сиротства.
В конце 2020 года АСИ совместно с Минэкономразвития России был составлен рейтинг субъектов Российской Федерации по активности поддержки НКО и социального предпринимательства за 2019 год.